# William L. Langer
William Leonard Langer, meglio conosciuto come William L. Langer (South Boston, 16 marzo 1896 – 26 dicembre 1977), è stato uno storico statunitense.
È stato presidente del dipartimento di storia alla Harvard University e capo dei volontari del ramo Ricerca e Analisi della seconda guerra mondiale dell'Office of Strategic Services.

## Biografia
Nato a South Boston, Massachusetts, era il secondo di tre figli di una coppia tedesca immigrata, Charles Rudolph e Johanna Rockenbach. Suo fratello maggiore Rudolph Langer divenne un matematico e il fratello minore Walter Charles Langer, uno psicanalista. Nel 1921 sposò Susanne Knauth Langer che divenne una nota filosofa; ebbero due figli, ma in seguito divorziarono.
Quando William aveva solo tre anni, suo padre morì improvvisamente, lasciando la famiglia in una situazione difficile. Tuttavia la madre, che manteneva la famiglia lavorando come sarta, fece dell'educazione una priorità per i suoi figli. Dopo aver studiato alla Boston Latin School, Langer frequentò l'Università di Harvard. Parlando correntemente in tedesco, egli poi insegnò questa lingua alla Worcester Academy mentre completava la propria educazione con corsi sulle relazioni internazionali alla Clark University.
Il suo lavoro e l'istruzione vennero interrotti dal servizio militare nella United States Army e fu in prima linea in Francia durante la prima guerra mondiale. Dopo la guerra, tornò ai suoi studi e conseguì il dottorato nel 1923.
Insegnò poi storia europea moderna alla Clark University per quattro anni prima di accettare una cattedra di assistente ad Harvard. Nel 1936, Langer fu il primo titolare della cattedra di Archibald Coolidge.
Con l'aiuto di altri studiosi, nel corso del 1930, Langer rivisitò completamente l'Epitome of History dello studioso tedesco Karl Ploetz. La massiccia opera di Langer venne pubblicata nel 1940 con il titolo Encyclopedia of World History. La sua quinta edizione (1972) è l'ultima ad esser stata curata da Langer. Peter N. Stearns e trenta altri eminenti storici ne curarono la sesta edizione, pubblicata nel 2001. Stearns ha reso omaggio al grande successo di Langer nell'introduzione alla nuova edizione.
In seguito al coinvolgimento americano nella seconda guerra mondiale, a Langer venne chiesto, dal governo statunitense, di mettere a disposizione la sua abilità nel nuovo Office of Strategic Services (OSS). Langer svolse la funzione di capo del Ramo Ricerca e Analisi con l'OSS, fino alla fine della guerra, dopodiché venne nominato assistente speciale per l'analisi di intelligence per il Segretario di Stato americano, James F. Byrnes. Nel 1950, Langer organizzò l'ufficio di Bilancio Preventivo Nazionale nella nuova CIA. Langer poi ritornò al mondo accademico, ma dal 1961 al 1977 fece parte del Foreign Intelligence Advisory Board del Presidente.
Dopo la guerra, sia la Harvard che la Yale University, premiarono William Langer con il LL.D. (Legum Doctor) come pure fece l'Università di Amburgo nel 1955. Tra i suoi tanti incarichi, il Dott. Langer è stato anche presidente della American Historical Association per il 1957.

## Riconoscimenti
- 1954 Premio Bancroft, conseguito per l'opera The Undeclared War

## Opere
- With "E" of the First Gas [Memoir (1919), revised as: Gas and Flame in World War I (1965)]
- An Encyclopedia of World History: Ancient, Medieval, and Modern, Chronologically Arranged. 1972, 1968, 1952, 1948, & 1940.
- The Franco-Russian Alliance 1890-1894  (1929)
- European Alliances and Alignments 1870-1890  (1931)
- The Diplomacy of Imperialism  (1935) (due volumi)
- La diplomazia dell'Imperialismo (1890-1902) Istituto per gli Studi di Politica Internazionale, Varese-MIlano, (1942) (due volumi, trad. di Alberto Tedeschi-Borio)
- Our Vichy Gamble  (1947)
- The Challenge to Isolation, 1937-1940  (1952) insieme a S. Everett Gleason
- The Undeclared War, 1940-1941  (1953) insieme a S. Everett Gleason
- Political and Social Upheaval, 1832-1852  (1969)
- In and Out of the Ivory Tower: The Autobiography of William L. Langer (Neele Watson Academic Publications, 1977) ISBN 0-88202-177-X